# Грб Лесота
Грб Лесотоа је званични хералдички симбол афричке државе Краљевине Лосото. Грб је службено усвојен на дан проглашења независности 4. октобра 1966, који је незнатно измењен 2006. године.

## Опис
Грб приказује крокодила на Basotho штиту. То је симбол династије највеће етничке групе Лесота, Sotha. Иза штита су два укрштена оружја из 19. века. Штит држе два Basotho коња. Испод штита је златна трака с државним геслом: Khotso, Pula, Nala (Мир, вода, благостање).